# مالکیت گلیزرها بر باشگاه منچستر یونایتد
باشگاه منچستر یونایتد در سال ۱۸۷۸ با نام باشگاه فوتبال نیوتون هیث تأسیس گردید. در سال ۱۹۰۲ نامش به منچستر یونایتد تغییر یافت. این مقاله نگاهی کوتاه به تاریخچه مالکان باشگاه و مالکیت خانواده گلیزرها بر باشگاه منچستریونایتد دارد.

## تاریخچه مالکیت
باشگاه فوتبال منچستر یونایتد توسط شرکت راه‌آهن لانکشایر و یورکشایر تأسیس شد و در سال ۱۸۹۲ سهام آن به صورت اوراق بهادار ۱ پوندی به فروش گذاشته شد. در سال ۱۹۰۲، چهار سرمایه‌دار که یکی از آن‌ها جان هنری دیویس بود، هر کدام در باشگاه ۵۰۰ پوند سرمایه‌گذاری کردند و باشگاه را از ورشکستگی نجات دادند. بعد از مرگ دیویس در سال ۱۹۲۷، باشگاه دوباره در آستانهٔ ورشکستگی قرار گرفت، ولی در دسامبر ۱۹۳۱، جیمز گیبسون با سرمایه‌گذاری ۲٬۰۰۰ پوند، کنترل باشگاه را در دست گرفت. گیبسون در سال ۱۹۴۸، کار ادارهٔ باشگاه را به پسرش آلن، واگذار کرد. گیبسون سه سال بعد درگذشت. خانوادهٔ گیبسون مالکیت باشگاه را حفظ کردند، اما مدیریت باشگاه را به هارولد هاردمن، بازیکن سابق این تیم، سپردند.
چند روز پس از فاجعه مونیخ، لوئیس ادواردز که یکی از دوستان مت بازبی نیز بود، به هیئت مدیره پیشنهاد شد. وی ۴۰٬۰۰۰ پوند در باشگاه سرمایه‌گذاری کرد، ۵۴٪ سهام کل باشگاه را تصاحب کرد و در سال ۱۹۵۴، مدیر باشگاه شد. وقتی لیلیان گیبسون در ژانویه ۱۹۷۱ درگذشت، سهام وی به آلن گیبسون رسید. آلن مقداری از سهم خود را به پسر لوئیس ادواردز، مارتین، فروخت. مارتین ادواردز، بعد از مرگ پدرش در سال ۱۹۸۰ ادارهٔ باشگاه را در دست گرفت. رابرت مکسول که سرمایه‌داری بزرگ در حوزهٔ رسانه‌ها بود، تلاش کرد تا باشگاه را در سال ۱۹۸۴ بخرد، ولی ادواردز نپذیرفت. در سال ۱۹۸۹، مارتین ادواردز می‌خواست تا باشگاه را با مبلغ ۲۰ میلیون پوند به مایکل نایتون بفروشد، اما موفق نشد و به‌جای آن، نایتون به هیئت مدیرهٔ باشگاه پیوست. منچستر یونایتد در سال ۱۹۹۱، بار دیگر به بورس انگلستان (بورس لندن) رفت و ۶٫۷ میلیون پوند از سهامش فروخته شد. در سال ۱۹۹۸، پیشنهاد دیگری برای خرید منچستر یونایتد به آن باشگاه ارائه شد. این بار از طرف یکی از بزرگ‌ترین سرمایه‌داران رسانه‌ای دنیا یعنی روپرت مرداک. سهام‌داران باشگاه علیه مرداک جبهه گرفتند و گروه اعتماد حامیان منچستر یونایتد هواداران را به خرید سهام باشگاه تشویق کرد تا مرداک باشگاه را صاحب نشود. پیشنهاد مرداک در آن زمان نظیر نداشت. او برای خرید باشگاه ۶۲۳ میلیون پوند پیشنهاد کرده بود. هیئت مدیره با فروش باشگاه موافقت کرد، اما از یک سو به علت مخالفت شدید هواداران این تیم و راه اندازی تجمع اعتراضی آنان علیه واگذاری باشگاه به مرداک و مداخله کمیسیون انحصار و ادغام بریتانیا در آوریل ۱۹۹۹ از سوی دیگر، این قرارداد لغو شد. چند سال بعد، بین سرمربی باشگاه سر الکس فرگوسن و مدیران آن یعنی جان مگنیر و جان پاتریک مک‌کانوس (که تا آن زمان بیشتر سهام باشگاه را تصاحب کرده بودند) جنگ قدرت درگرفت. این دو سعی کردند تا فرگوسن را از منصبش برکنار کنند. هیئت مدیره پاسخ آن‌ها را با کم کردن سهمشان و اخراج تدریجی‌شان از باشگاه داد.
در همین مدت، پسران مالکوم گلیزر به دنبال مدیریت تیمی در اروپا بودند. آن‌ها تا آن موقع مالکیت چند تیم ورزشی آمریکایی را اختیار داشتند و به دنبال سرمایه‌گذاری ورزشی در اروپا بودند.

## تصاحب باشگاه توسط گلیزرها
در ۱۲ مه سال ۲۰۰۵، مالکوم گلیزر با جان پاتریک مک‌کانوس و جان مگنیر به توافق رسید و ابتدا ۲۸٫۷٪ از سهام آن‌ها را خرید. او کم‌کم سهمش را افزایش داد تا نهایتاً در ۲۸ ژوئن، صاحب ۹۹٪ سهام باشگاه شد و کنترل کل باشگاه را به دست گرفت. مالکیت خانواده گلیزرها بر منچستر یونایتد بی‌حاشیه نبود و تجمعات و اعتراضات گسترده‌ای توسط هواداران تیم منچستر علیه این واگذاری انجام گرفت.

## مشکلات پس از خرید باشگاه
در سال ۲۰۰۶، باشگاه اعلام کرد که ۶۶۰ میلیون پوند بدهی دارد و در نتیجه سود سالانه باشگاه به ۶۲ میلیون پوند کاهش می‌یابد. در ژانویه ۲۰۱۰، باشگاه با بدهی ۷۱۶٬۵ میلیون پوند (۱٬۱۷ میلیارد دلار) مجبور شد تا ۵۰۴ میلیون پوند از سهام خود را از طریق اوراق بهادار به فروش بگذارد که به آن‌ها کمک کرد تا ۵۰۹ میلیون پوند از بدهی خود به بانک‌های خارجی را بپردازد. سود سالیانهٔ باشگاه به ۴۵ میلیون پوند تقلیل یافت و این باعث شروع اعتراض هواداران شد. از آن زمان بعد گروه‌های هواداری در اعتراض به گلیزرها تشکیل شد که با نمادهای سبز و طلایی رنگ (به رنگ لباس تیم اولیه یعنی نیوتون هیث) در ورزشگاه و زمین تمرین باشگاه حاضر می‌شوند و در نهایت این گروه‌های هواداری اعتراضی تیم یونایتد آف منچستر را به‌وجود آوردند که لباس نیوتون هیث لباس آنها بود.